# Noubarya
 (signalé en août 2025).
Si vous disposez d'ouvrages ou d'articles de référence ou si vous connaissez des sites web de qualité traitant du thème abordé ici, merci de compléter l'article en donnant les références utiles à sa vérifiabilité et en les liant à la section « Notes et références ».
- Archive Wikiwix
- Bing
- Cairn
- DuckDuckGo
- E. Universalis
- Gallica
- Google
- G. Books
- G. News
- G. Scholar
- Persée
- Qwant
- (zh) Baidu
- (ru) Yandex
- (wd) trouver des œuvres sur Wikidata

Noubarya (en arabe : النوبارية الجديدة) est une ville d'Égypte, située à environ 160 km au nord du Caire.

## Description
Noubarya se compose de deux zones résidentielles, la première comprenant 960 unités d'habitation et la seconde mille unités, et elle contient trois grandes mosquées. Au cours de l'année 2008, le président Mohamed Hosni Moubarak a lancé le projet "Build My Home", qui a contribué à l'augmentation des zones résidentielles de la ville, grâce à la mise en place de trois quartiers nommés A, B et C sur le côté ouest de l'oléoduc Sumed pour le transport du pétrole.

## Histoire
Le quartier a été fondé en 1987 dans le cadre d'un projet d'irrigation utilisant l'eau du Nil.
La population de Noubarya est de 4 280 personnes, dont 2 223 hommes et 2 057 femmes, selon le recensement officiel de 2006.
Dans la ville de Noubarya, il y a un groupe d'usines avec différentes activités, comme le conditionnement des récoltes agricoles et la transformation des aliments. 